# 要支援児童
要支援児童（ようしえんじどう）は、児童福祉法に基づいた養育上の支援を要する児童で、児童福祉法第6条の3第5項に定義される。

## 詳細
児童福祉法の条文では、「保護者の養育を支援することが特に必要と認められる児童（第8項に定める要保護児童に該当するものを除く）」と記されている。厚生労働省の資料は、「保護者の養育を支援することが特に必要と認められる児童であって要保護児童にあたらない児童のことをいう」と説明する。要支援児童は、要保護児童の下位に位置付けられる概念であり、養育上の支援により要保護児童に移行することを未然に予防することが求められる支援対象である。より具体的には、育児不安（育児に関する自信のなさ、過度な負担感等）を有する親の下で監護されている子どもや、養育に関する知識が不十分なため不適切な養育環境に置かれている子どもなどがこれに含まれる。

## 対応
児童福祉法によると、市町村は、要支援児童に対して、養育支援訪問事業の実施その他の必要な支援を行うと定められている（同法第21条の10の2）。また、都道府県知事は、要支援児童等と思われる者を把握したとき、これを当該者の現在地の市町村長に通知すると定められている（同法第21条の10の4）。さらに、児童福祉法第25条の2により、要支援児童は、要保護児童対策地域協議会の支援対象と定められている。